# La Reina de la Noche
La Reina de la Noche  (alemán: Königin der Nacht) es un personaje de la ópera de Mozart La flauta mágica.

## Personaje
Es un personaje que, mediante sus tres damas asistentes, salva al príncipe Tamino del ataque de una serpiente gigante. En pago de esta ayuda y tras ver un retrato de Pamina (la hija de la reina) de la cual se enamora, Tamino llegará a un acuerdo con la reina. Consistirá en conseguir la mano de su hija a cambio de que la libere del secuestro en la que la tiene sometida el sacerdote Sarastro (La luz) en su templo.
Tamino, acompañado de Papageno, el pajarero de la reina, se dispondrá a emprender el camino de salvar a su amada. Sin embargo una vez llegado al reino
de Sarastro, se da cuenta de que la realidad es otra, y decide quedarse allí al lado de su amada y lejos de la reina.
Para quedarse y pertenecer al templo de los sabios, habrá de pasar una serie de pruebas de iniciación, que junto con su amada ambos lograrán superar. Finalmente los dos amantes se unirán para siempre mientras que su madre será derrotada definitivamente.

## Voz
Con sólo dos arias ("O zittre nicht" y "Der Hölle Rache") el papel de La Reina de la Noche requiere de una soprano espectacular con dominio de la coloratura, capaz de generar un Fa5 (considerando el Do3 como el Do central) y muchas notas en picado (stacatto), sobre todo en su aria más famosa Der Hölle Rache kocht in meinem Herzen.
Debido a la fuerza dramática que le debe imprimir la soprano a cada una de las palabras de esta aria, este papel es mejor llevado por sopranos dramáticas de agilidad, capaces de alcanzar una Fa6 sobre agudo sin perder fuerza en su textura media, como Edda Moser y Cristina Deutekom.
Sin embargo, la escasez de este tipo de sopranos en los últimos años ha permitido la entrada de sopranos ligeras en este papel, las cuales alcanzan con facilidad las notas altas y brillan en las coloraturas, pero carecen de fuerza expresiva en su centro.
Las sopranos más reconocidas en esta aria son: Diana Damrau,
Edita Gruberová, Arleen Augér, Luciana Serra, Sumi Jo, Lucia Popp y Natalie Dessay. Patricia Petibon.